# Glass of Water
«Glass of Water» (en español "Vaso de agua") es una canción de la banda de rock alternativo Coldplay, y aparece en su EP del 2008, Prospekt's March, y es la pista 3 del disco. Coldplay reveló la canción junto con un tema inédito titulado "Famous Old Painters" (en español "Pintores famosos de edad") el 29 de octubre de 2007 a través de un mensaje en su página web.
Una versión en vivo de la canción apareció en el álbum en vivo de Coldplay, LeftRightLeftRightLeft

## Posiciones en lista
| Lista (2008)                          | Posición |
| ------------------------------------- | -------- |
| Lista de Sencillos Canadiense         | 92       |
| Lista de Sencillos del Reino Unido    | 134      |
| U.S. Billboard Bubbling Under Hot 100 | 23       |